# Ernst Wilhelm Bernhardi
 Ernst Wilhelm Bernhardi (ur. 1671, zm. 6 marca 1736 we Wrocławiu) – niemiecki malarz wrocławski, portrecista.
Przed rokiem 1716, przebywał na zamku w Książu, gdzie dla rodziny Hochbergów malował obrazy animalistyczne i martwe natury. W 1716 został czeladnikiem w cechu wrocławskim. Pracował głównie jako portrecista. Jego portrety były wzorem dla innych artystów: Johanna Tscherninga czy Bartholomaeusa Strachowsky'ego.